# Дансер (фильм)
«Дансер» (англ. The Dancer) — фильм режиссёра Фредерика Гарсона.

## Сюжет
Это история о талантливой танцовщице Индии, которая, танцуя на сцене, приводит публику в восторг. Неудивительно, что в Нью-Йорке клуб «Единорог» всегда полон, ведь здесь идут соревнования между лучшими диджеями и самыми виртуозными танцорами. Она танцует под всё: джаз, сальсу, хаус и хип-хоп. Её мечта танцевать на Бродвее, но она нема и поэтому не проходит в финальный тур прослушивания на Бродвее. Но молодой учёный Исаак изобретает для неё способ выразить себя так, как она хочет.

## В ролях
| Актёр        | Роль            |
| ------------ | --------------- |
| Миа Фрай     | Индия Рей       |
| Джеральд Вит | Джаспер Рей     |
| Родни Истман | Исаак           |
| Джош Лукас   | Стефан          |
| Феодор Аткин | Оскар           |
| Джаррод Банч | Бруно           |
| Кут Киллер   | DJ Атомик       |
| Алекс Грелет | девушка Стефана |

## Съёмочная группа
- Режиссёр — Фредерик Гарсон
- Продюсер — Люк Бессон, Бернард Гренет
- Сценарист — Люк Бессон, Джессика Каплан
- Оператор — Тьерри Арбогаст
- Композитор — Паскаль Лафа
- Монтаж — Сильви Ландра
- Подбор актёров — Тодд М. Талер, Натали Черон
- Художники-постановщики — Дана Вайль
- Декоратор — Дана Вайль
- Художник по костюмам — Оливия Блох-Лайне

В 30-х годах XX века Лев Термен изобрёл терпситон, выполняющий те же функции, что и прибор, показанный в фильме: создание музыки на основе танцевальных движений.